# Budowlani Toruń (piłka siatkowa)

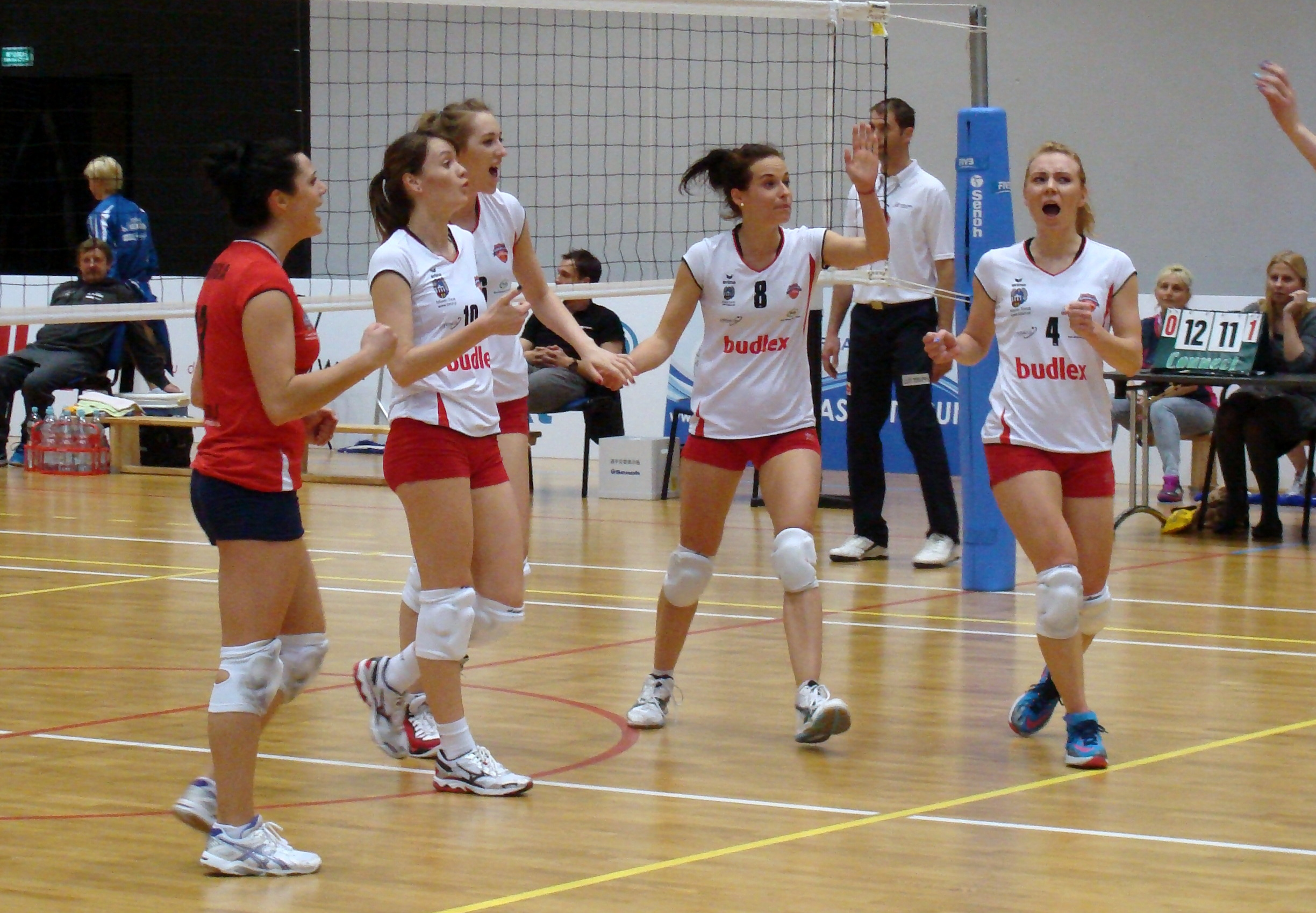
Zawodniczki Budowlanych w trakcie sezonu 2014/2015

Budowlani Volley Toruń – polska kobieca drużyna siatkarska związana z klubem sportowym Budowlani z Torunia.

## Historia
Sekcję piłki siatkowej kobiet w zespole toruńskich Budowolanych założono we wrześniu 1958 roku. Do centralnych rozgrywek zespół zgłoszono rok później, tak więc debiut odbył się w sezonie 1959. Siatkarki zajęły wówczas 3. miejsce w II lidze. Po roku zawodniczkom Budowlanych udało się zająć 2. lokatę, która premiowana była awansem do ekstraklasy. O ile jednak umiejętności toruńskich siatkarek wystarczały na II ligę, o tyle liga I okazywała się dla nich zbyt wymagająca – Budowlani już w swoim pierwszym sezonie zajęli miejsce spadkowe. Sytuacja ta powtarzała się kilkakrotnie (1960 i 1960/61, 1962/63 i 1963/64, 1964/65 i 1965/66). Dopiero po awansie w roku 1967 torunianki zdołały utrzymać się w elicie dłużej niż przez jeden sezon. Na poziomie I ligi występowały wówczas przez dwa lata  (1967–1969).
Spadek w roku 1969 na wiele lat wykluczył drużynę z Torunia z rozgrywek I ligi. Ponownie na najwyższym szczeblu wystąpiła dopiero w 1987 roku. Sezon ten zakończył się degradacją, natomiast kolejny powtórnym awansem. Po dwóch sezonach w ekstraklasie Budowlani po raz szósty w swojej historii spadli z I ligi i jak dotąd na szczebel ten nie powrócili. Po tym, jak w sezonie 1991/92 nie udało się awansować do I ligi, drużyna seniorek została rozwiązana.
Na początku XXI wieku Budowlani nie występowali w rozgrywkach centralnych, rywalizowali natomiast w zawodach młodzieżowych i turniejach o wejście do II ligi. W roku 2004 toruńskie siatkarki w takim turnieju zajęły czwarte, a w roku kolejnym drugie miejsce. Lokata ta uprawniała do rozegrania barażu, który jednak drużyna Budowlanych przegrała. Pomimo tego, na mocy decyzji Polskiego Związku Piłki Siatkowej zespołowi przyznano miejsce w II lidze, z uwagi na wycofanie się z rozgrywek Energetyka Poznań. Torunianki dołączono do grupy I (pomorskiej) II ligi. W swoim ponownym debiucie w rozgrywkach ligowych zajęły 5. miejsce. W kolejnym sezonie „Budowlanki” wywalczyły w swojej grupie miejsce pierwsze i po zwycięstwie w bezpośrednim pojedynku ze triumfatorem grupy IV, MKS Andrychów, uzyskały awans na zaplecze Ligi Siatkówki Kobiet. Pierwszy sezon na II szczeblu rozgrywek zawodniczki z Torunia ukończyły na bezpiecznym 6. miejscu.
Sezon 2008/2009 torunianki, podobnie jak rok wcześniej, rozpoczęły bardzo dobrze, jednak wraz z kolejnymi miesiącami forma zespołu spadała. W styczniu 2009 roku zarząd klubu zadecydował o roszadzie na stanowisku szkoleniowca I drużyny. Pracującą z Budowlanymi od 2002 roku Ewę Openchowską zastąpił jej dotychczasowy asystent Mariusz Soja. Pomimo zawirowań personalnych, drużyna ukończyła zmagania na 7. miejscu, które oznaczało konieczność walki o utrzymanie w turnieju barażowym. W nim „Budowlanki” zajęły drugą lokatę i pozostały w I lidze. Po sezonie 2008/2009 z dalszej współpracy zrezygnował dotychczasowy sponsor drużyny – przedsiębiorstwo Nesta. Fakt ten doprowadził do sytuacji, w której ze względów finansowych nie było pewne nawet samo zgłoszenie drużyny do rozgrywek. Ostatecznie zespół do ligi przystąpił, zajmując niespodziewanie 6. miejsce, które gwarantowało utrzymanie Torunia w I lidze. Wynik ten był wyrównaniem najlepszego rezultatu zespołu od wielu lat, jednak dalszemu rozwojowi na przeszkodzie po raz kolejny stanęły względy finansowe. Brak sponsora strategicznego przyczynił się do powstania w ciągu sezonu zadłużenia w wysokości 150 tys. złotych. Jednym z pomysłów działaczy na uratowanie sekcji przed faktyczną likwidacją drużyny seniorek była zamiana licencji z jednym z klubów drugoligowych, gdzie koszty uczestnictwa są znacznie niższe. Jednakowoż początkowo ani Szóstka Biłgoraj, AZS AWF Warszawa, ani też Joker Świecie nie były zainteresowane takimi działaniami. Dodatkowo część zawodniczek, spodziewając się rozwiązania drużyny, podpisała kontrakty z innymi klubami. Niemal w ostatniej chwili, w sierpniu 2010 roku, na propozycję zamiany przystała Sparta Warszawa, która zajęła miejsce Budowlanych w I lidze, zwalniając tym samym lokatę w lidze II. Już w następnym miesiącu zespołowi udało się pozyskać sponsora tytularnego, przez co w sezonie 2010/2011 występował jako Budowlani Synapsa.
Jako cel wyznaczono utrzymanie się w lidze w okolicach środka tabeli. Ostatecznie torunianki w grupie pierwszej II ligi zajęły 2. miejsce, jednak w turnieju finałowym wywalczyły 3. miejsce i nie zdołały zapewnić sobie awansu.
Przed kolejnym sezonem sekcja siatkówki Budowlanych podpisała umowę sponsorską z przedsiębiorstwem deweloperskim Budlex, która obowiązywać miała przez trzy lata. Założono, że w ciągu dwóch sezonów zespół awansować ma do I ligi, a w dalszej perspektywie, po wybudowaniu w mieście hali sportowej, nawet do ekstraklasy. Jednocześnie zdecydowano się na modyfikację klubowego herbu. W pierwszym sezonie współpracy z nowym sponsorem, „Budowlanki” wygrały wszystkie mecze w swojej grupie i bez większych problemów awansowały do turnieju finałowego, który w maju 2012 roku odbył się w Świeciu. Również tam zawodniczki z Torunia wygrały wszystkie trzy spotkania i po dwóch latach przerwy wywalczyły prawo gry w I lidze.
W 2014 roku stowarzyszenie TKST Budowlani zawiązało spółkę akcyjną pn. Volley Toruń, której zostało większościowym akcjonariuszem. To właśnie nowo powstałej spółce przekazano prowadzenie drużyny seniorek począwszy od sezonu 2014/2015. Sezon ów Budowlane zakończyły na trzeciej pozycji w I lidze. Rok później drużyna dotarła do finału I ligi, gdzie w pięciu meczach uległa łódzkiemu ŁKS-owi. Dzięki decyzji władz PLPS o otwarciu ekstraklasy, drużyna – wraz z ŁKS-em – uzyskała awans do najwyższej klasy rozgrywkowej, gdzie spędziła kolejne dwa sezony (2016/17 i 2017/18).
W sezonie 2018/19 zespół zajął 9. miejsce w I lidze, zaś podczas kolejnego sezonu (w styczniu 2020) wycofał się z rozgrywek, głównym powodem takiej decyzji było pogłębiające się zadłużenie klubu. Ostatnim trenerem klubu był Damian Zemło.

### Statystyki
| Sezon                         | Liga                  | Miejsce | Uwagi |
| ----------------------------- | --------------------- | ------- | --- |
| 1959                          | II liga               | 3.      | |
| 1960                          | II liga               | 2.      | |
| 1961                          | I liga                |         | ostatnie miejsce w I lidze |
| 1961/62                       | liga terytorialna     | 3.      | |
| 1962/63                       | liga terytorialna     | 1.      | 2. miejsce w lidze terytorialnej, 1. miejsce w turnieju finałowym                                                                    |
| 1963/64                       | I liga                | 10.     | |
| 1964/65                       | liga okręgowa         | 2.      | 1. miejsce w lidze międzywojewódzkiej, 2. miejsce w turnieju finałowym                                                               |
| 1965/66                       | I liga                | 10.     | |
| 1966/67                       | II liga               | 1.      | |
| 1967/68                       | I liga                | 10.     | |
| 1968/69                       | I liga                | 12.     | ostatnie miejsce w I lidze |
| 1969/70                       | II liga               | 3.      | |
| 1970/71                       | II liga               | 6.      | |
| 1971/72                       | II liga               | 3.      | |
| 1972/73                       | II liga               | 4.      | |
| 1973/74                       | II liga               | 4.      | |
| 1974/75                       | II liga               | 3.      | |
| Brak danych dla lat 1975–1986 |                       |         | |
| 1986/87                       | II liga               |         | |
| 1987/88                       | I liga                | 10.     | |
| 1988/89                       | II liga               |         | |
| 1989/90                       | I liga                | 8.      | |
| 1990/91                       | I liga                | 7.      | |
| 1991/92                       | II liga               |         | Porażka z ŁKS-em w barażu o awans do I ligi                                                                                          |
| Brak danych dla lat 1992–2003 |                       |         | |
| 2004                          |                       | 4.      | 4. miejsce w turnieju o wejście do II ligi                                                                                           |
| 2005                          |                       | 2.      | 2. miejsce w turnieju o wejście do II ligi; porażka w barażu; miejsce w II lidze przyznane na skutek wycofania się Energetyka Poznań |
| 2005/06                       | II liga               | 5.      | 5. miejsce w I grupie II ligi |
| 2006/07                       | II liga               | 1.      | 1. miejsce w I grupie II ligi; |
| 2007/08                       | I liga                | 6.      | |
| 2008/09                       | I liga                | 7.      | W tym sezonie jako Budowlani Nesta Toruń; 2. miejsce w turnieju barażowym o utrzymanie w I lidze                                     |
| 2009/10                       | I liga                | 6.      | Po sezonie ze względów finansowych zespół nie został zgłoszony do rozgrywek I ligi                                                   |
| 2010/11                       | II liga               | 3.      | W tym sezonie jako Budowlani Synapsa Toruń                                                                                           |
| 2011/12                       | II liga               | 1.      | Od tego sezonu jako Budowlani Budlex Toruń; 1. miejsce w III grupie II ligi; 1. miejsce w turnieju finałowym                         |
| 2012/13                       | I liga                | 7.      | |
| 2013/14                       | I liga                | 4.      | 4. miejsce w rundzie zasadniczej; porażka w półfinale fazy pucharowej                                                                |
| 2014/15                       | I liga                | 3.      | Od tego sezonu jako Budowlani Volley Toruń; 2. miejsce w rundzie zasadniczej; porażka w półfinale fazy pucharowej                    |
| 2015/16                       | I liga                | 2.      | Od tego sezonu jako KT7 CNC Budowlani Toruń; 2. miejsce w rundzie zasadniczej; porażka w finale fazy pucharowej; Awans do Orlen Ligi |
| 2016/17                       | Orlen Liga            | 8.      | Od tego sezonu jako Giacomini Budowlani Toruń; 8. miejsce w rundzie zasadniczej                                                      |
| 2017/18                       | Liga Siatkówki Kobiet | 13.     | Od tego sezonu jako Poli Budowlani Toruń; spadek z Ligi Siatkówki Kobiet                                                             |
| 2018/19                       | I liga                | 9.      | Od tego sezonu jako Budowlani Toruń                                                                                                  |
| 2019/20                       | I liga                | 13.     | Zespół wycofał się z rozgrywek w styczniu 2020 r.                                                                                    |

## Kadra zespołu 2018/2019
- Trener : Mirosław Zawieracz
- II trener: Mateusz Janik
- Kierownik drużyny: Jerzy Pater

| Nr | Imię i nazwisko     | Data ur.             | Wzrost | Pozycja      |
| -- | ------------------- | -------------------- | ------ | ------------ |
|    | Dominika Minicz     | 28 kwietnia 1980     | 181    | atakująca    |
|    | Karolina Bednarek   | 31 października 1988 | 190    | środkowa     |
|    | Julita Rafałko      | 24 kwietnia 1999     | 176    | przyjmująca  |
|    | Daria Dąbrowska     | 15 czerwca 1996      | 180    | przyjmująca  |
|    | Roksana Irzemska    | 7 kwietnia 1998      | 186    | przyjmująca  |
|    | Paulina Berlińska   | 26 lutego 1997       | 180    | środkowa     |
|    | Barbara Sokolińska  | 11 marca 1993        | 182    | atakująca    |
|    | Alina Krawczyk      | 1999                 | 178    | przyjmująca  |
|    | Aleksandra Szymczak | 28 marca 1999        | 181    | rozgrywająca |